# Joseph Kosma
Joseph Kosma, född József Koszma den 22 oktober 1905 i Budapest, Österrike-Ungern, död den 7 augusti 1969, var en ungersk-fransk tonsättare med judisk bakgrund.

## Biografi
Kosma var son till ett lärarpar och började spela piano redan vid fem års ålder. Vid en ålder av elva år skrev han sin första opera. Efter att ha fullgjort sina gymnasiestudier började han studera för Leó Weiner och Bela Bartók vid Liszt-akademien och tog där diplom i komposition och dirigering.
Från 1933 var Kosma verksam i Frankrike, då han flyttat med sin hustru till Paris. Han träffade där Jacques Prévert, som introducerade honom till Jean Renoir. Under andra världskriget och ockupationen av Frankrike, var Kosma i husarrest i Alpes-Maritimes-regionen, och förbjöds att komponera. Emellertid hade Prévert lyckats skaffa Kosma uppdrag att bidra med filmmusik, med andra kompositörer som företrädare för honom. Under detta arrangemang skrev han "pantomim" av musiken för Les Enfants du Paradis (1945), skriven under ockupationen, men frisläppt först efter Frankrikes befrielse. 
Bland hans andra verk är  musiken till La Grande Illusion (1937), La Bete Humaine (1938), La Règle du jeu (1939), Voyage Surprise (1946) och Le Testament du docteur Cordelier (1959), den senare gjord för TV. Han var också känd för det klassiska jazzstycket "Les Feuilles mortes", med franska texter av Jacques Prévert, och senare engelsk text av Johnny Mercer, som härrörde från musik i Marcel Carnés film Les Portes de la Nuit (1946).